# Jules-Georges-Jacques Baudouin
Jules-Georges-Jacques Baudouin, francoski general, * 1879, † 1952.